# Miguel Asins Arbó
Miguel Asins Arbó (Barcelona, 21 januari 1916 – Valencia, 26 oktober 1996) was een Spaans componist, dirigent en professor aan het Real Conservatorio Superior de Música de Madrid.

## Levensloop
Asins Arbó studeerde aan het Conservatorio Superior de Música de Valencia compositie en folklore bij Manuel Palau Boix en harmonie bij Pedro Sosa López. In 1935 studeerde hij af met een uitstekend diploma in harmonie.
In 1937 werd hij dirigent van een militair harmonieorkest. In de loop der jaren kreeg hij talrijke onderscheidingen en nationale alsook internationale prijzen. In 1944 werd hij opgenomen in het Cuerpo de Directores de Música del Ejército de Tierra, het directorium van de militaire kapelmeesters.
In 1958 huwde hij María Josefa Cebrián Collado en vertrok met zijn familie naar Madrid, waar hij Capitán Director Músico in het Spaanse leger werd. In 1976 stopte hij met zijn militaire loopbaan, ging werken aan het Real Conservatorio Superior de Música de Madrid en werd daar professor. Hij bleef in deze functie tot 1985. Door de minister voor landsverdediging werd hij bekroond met het Cruz del Mérito Militar de Primera Clase. In 1980 werd hij lid van de Real Academia de Bellas Artes de San Carlos in Valencia.

## Composities

### Werken voor orkest
- 1940 Concierto para piano en sol menor
- 1946 Leyenda
- 1948 Obertura al «Cantar de los cantares»
- 1949 Capricho
- 1949 Dos melodías levantinas
  1. Nana
  2. Danza
- 1950 Cuatro danzas españolas
  1. Castellana
  2. Valenciana
  3. Catalana
  4. Aragonesa
- 1950 Retorno al vals
- 1954 Alvargonzález, symfonisch gedicht
- 1958 Danza valenciana
- 1980 Don Quijote en el Toboso
- 1981 Cuatro sonatas para orquesta (Homenaje a Domenico Scarlatti)
  1. Sonata castellana
  2. Sonata valenciana
  3. Sonata catalana
  4. Sonata andaluza
- 1990-1993 Cinco piezas portuguesas para orquesta
  1. Cançao de Margarida
  2. Fado Emilia
  3. Fado Hilario
  4. Cançao a Lua
  5. Fado Theresa

### Werken voor banda (harmonieorkest)
- 1936 España en Guerra
  1. Preludio
  2. Éxodo
  3. Canción
  4. Leit Motiv
  5. Marcha
  6. Final
- 1936 Regimiento de Infantería España 18
- 1940 Mártires de Torrente
- 1945 Himno del Regimiento de Infantería España 18, voor koor en harmonieorkest
- 1952 Himno oficial a la Santísima Virgen de Sales, voor koor en harmonieorkest
- 1955 Capotes y capotazos
- 1955 Torero y trianero para banda
- 1956 Himno oficial a la Santísima Virgen de los Llanos de Albacete, voor koor en harmonieorkest
- 1957 El sargento
- 1958 El cornetilla
- 1958 Viva la Marina
- 1958 Capitán Cabello
- 1958 Comandante Cabeza
- 1958 Plaza de la Armería
- 1960 Colección de toques
- 1960 General Fernández de Córdoba
- 1960 Plegaría de la Infantería Española
- 1961 Aire y donaire
- 1961 Himno de Transmisiones, voor koor en harmonieorkest
- 1962 Canción-Himno de los tres Ejércitos, voor koor en harmonieorkest
- 1962 Compañía de honores
- 1962 Himno para la Aviación Española, voor koor en harmonieorkest
- 1964 Canciones de guerra y paz
- 1966 Marcha al combate
- 1966 Regina Virginum
- 1966 Un paso al frente
- 1967 Diego de Acevedo
  1. Introducción e Marcha
  2. Intermedio
  3. Sequidillas
  4. Nocturno
  5. Bolero
  6. Bailén
- 1968 A la bandera
- 1968 Saeta militar
- 1970 Himno del Regimiento de Infantería Inmemorial núm. 1, voor koor en harmonieorkest
- 1971 Himno nacional adaptación
- 1971 Música de las Fuerzas Regulares indígenas adaptación, voor blazers en slagwerk
- 1971 Tabor
- 1972 El cuarto sitio de Bilbao (1874)
- 1972 El grito de la Patria (1860)
- 1972 Guerra al yankee (1898)
- 1972 Himno de Alfonso XII
- 1972 Himno de Taxdirt (1909), voor koor en harmonieorkest
- 1972 La toma de Estella (1876)
- 1972 La toma del Gurugú (1909), voor koor en harmonieorkest
- 1972 Marcha Real Fusilera adaptación
- 1972 Marcha triunfal del Ejército de Africa (1859)
- 1972 Viejos aires de la vieja España
- 1972 ¡Viva el Ejército! (1896)
- 1973 La flor del taronger
- 1974 «El sitio de Zaragoza» de Cristóbal Oudrid y Segura
- 1975 El Micalet
- 1975 Himno de los paracaidistas, voor koor en harmonieorkest
- 1975 Vuit cançons populars catalanes, suite
  1. La filadora
  2. Canigó
  3. La pastoreta
  4. El mariner
  5. Fum, fum, fum
  6. Les ninettes y el rossinyol
  7. El cant dels ocells
  8. Els tres tambors
- 1976 Mare Nostrum
  1. Andante
  2. Andantino
  3. Allegro non troppo
  4. Allegretto
  5. Maestosos
  6. Allegro mosso
  7. Moderato
  8. Lentamente
  9. Allegro mosso
- 1978 Vuit cançons populars catalanes
- 1979 A la lluna de Valencia
- 1980 Cabanilles
- 1981 España
- 1981 Regimiento Inmemorial
- 1982 Cancionera valenciana
- 1982 Llevant
- 1985 Anem
  1. Folies
  2. Dolçainers
  3. Rat Penat
  4. Cançoneta
- 1985 Artística y buñolera
- 1985 La vaquilla
- 1987 Biba la banda
- 1987 En el hombro el fusil, voor koor en harmonieorkest
- 1987 Suite 1936
- 1988 Himno oficial de la Santísima Virgen de la Cabeza, voor koor en harmonieorkest
- 1989 La punta del mocador
- 1990 La noche de San Juan
- 1990 Llunt De Valencia, paso-doble
- 1991 Ballets
  1. Ballet De Alfonso XIII
  2. Ballet Del Animalot
  3. Ballet Del Pardalero
  4. Ballet Del Sereno
- 1992 El día de Sant Donis
- 1992 Himno de la Comisión de la Falla Ripalda-Soqueros de Valencia, voor koor en harmonieorkest
- 1992 Himno de los Rotarios de España, voor koor en harmonieorkest
- 1993 Los Madriles (Suite sinfónica para Banda)
  1. Arco de Monteleón
  2. Frente al Manzanares
  3. Las Vistillas
  4. Puerta del So
- 1993 Himno a Ontur (Albacete), voor koor en harmonieorkest
- 1993 La nit de la plantá

### Filmmuziek
- 1955 Los Peces rojos
- 1956 La Gata
- 1956 Todos somos necesarios
- 1957 El Inquilino
- 1958 Un Hecho violento
- 1959 Los Chicos
- 1959 15 bajo la lona
- 1960 Un Paso al frente
- 1960 Nada menos que un arkángel
- 1960 El Cochecito
- 1961 Júrame
- 1961 A hierro muere
- 1962 Placido
- 1962 El Buen amor
- 1963 La Ballata del Boia
- 1964 Platero y yo
- 1964 La cara del Terror
- 1966 Hoy como ayer
- 1968 Scacco tuito matto
- 1968 Setenta veces siete
- 1968 Un Atraco de ida y vuelta
- 1969 Educando a una idiota
- 1972 Aventura en las islas Cíes
- 1985 El Elegido
- 1985 La Vaquilla
- 1987 Biba la Banda
- 2000 Terca vida

### Werken voor piano
- Bajo Cifrado
- Flamenco voor piano
- Piano Facil

### Werken voor gitaar
- Cinco Piezas sobre temas de la película La Gata

## Publicaties
- Miguel Asíns Arbó: Cancionero popular de la Valencia de los años 20. Valencia. José Huguet, 1987. 133 p.